# 럭스피아
럭스피아 주식회사(영어: Luxpia)는 대한민국의 반도체 제조업체이다. LED소자 및 LED 응용 제품을 생산하고 있다.

## 역사 및 현황

### 2000년대
- 2000년: 법인 설립
- 2001년: EMC사와 Clarix Reseller 계약 체결
- 2003년: Unisys Authorized Value Added Reseller 계약 체결
- 2004년: HP Authorized Value Added Reseller 계약체결
- 2006년: 회사명 변경(인솔루션(주) -> 럭스피아(주))
- 2007년: 본점 이전 (서울특별시 송파구 삼전동 -> 경기도 용인시 수지구 죽전동)
- 2008년: 본점 이전 (경기도 용인시 수지구 죽전동 -> 경기도 수원시 영통구 이의동)

### 2010년대
- 2015년: 코넥스 시장 상장[출처 필요]